# Paralotniowe Mistrzostwa Polski
Zawody o randze mistrzostw kraju w jednej z najmłodszych dyscyplin sportów lotniczych paralotniarstwie w kategorii przelotowej (Cross Country). Od 2003 roku mistrzostwa są rozgrywane za granicą ze względu na większe prawdopodobieństwo występowania pogody odpowiedniej do wykonywania przelotów z wykorzystaniem prądów wznoszących. Zawody te od 2002 posiadają kategorię 2 Międzynarodowej Federacji Lotniczej FAI.

## Klasyfikacja Medalowa Mistrzostw Polski

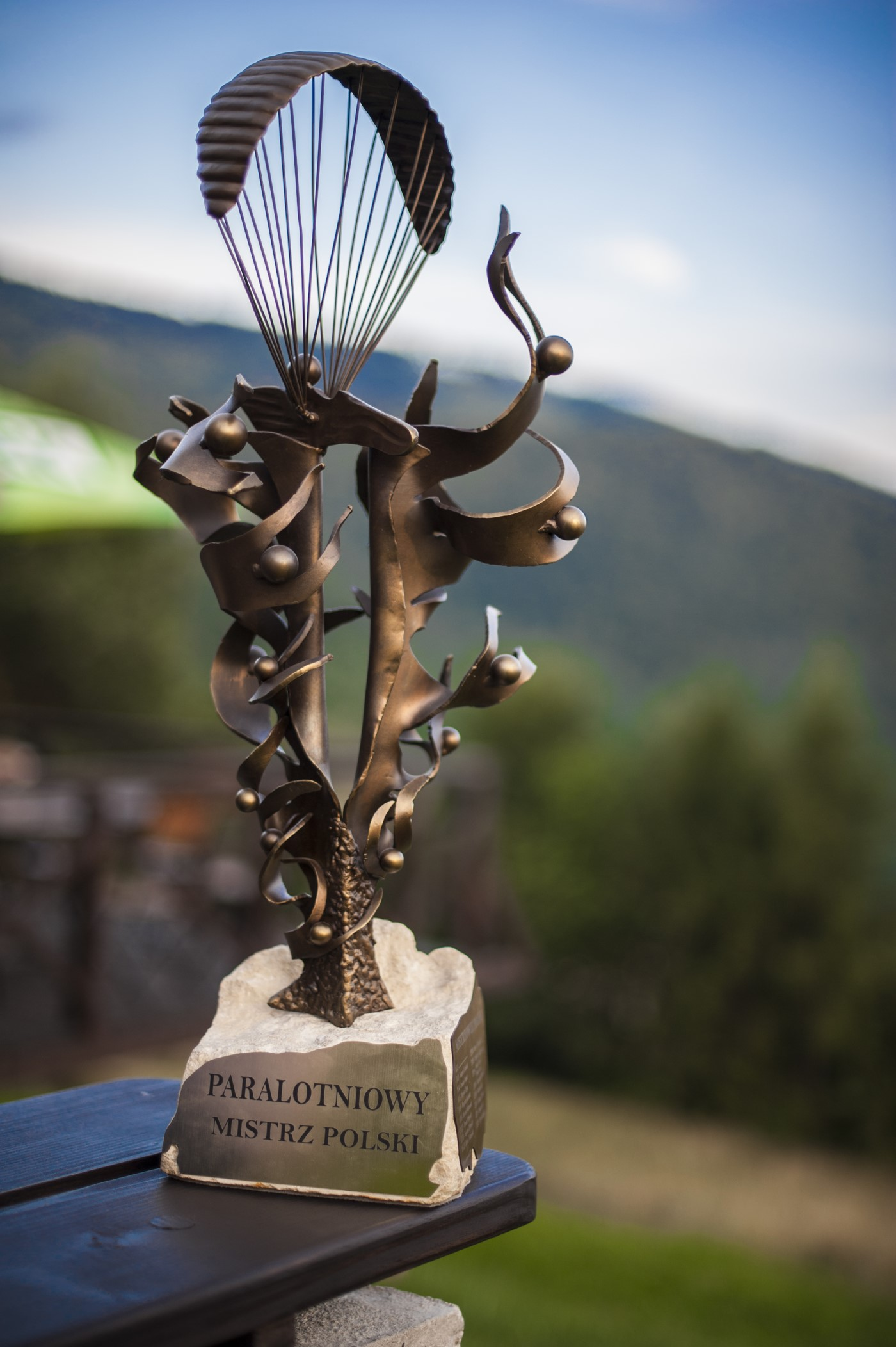
Przechodni Puchar Paralotniowego Mistrza Polski

Klasyfikacja medali indywidualnych Paralotniowych Mistrzostw Polski w latach 1992-2025. Posortowana według sumy punktów (złoto: 3 pkt., srebro: 2 pkt., brąz: 1 pkt)

### Klasyfikacja ogólna
| pkt | Pilot                  | złoto                        | srebro     | brąz             |
| --- | ---------------------- | ---------------------------- | ---------- | ---------------- |
| 18  | Michał Gierlach        | 2023, 2019, 2017, 2016, 2015 | 2009       | 2010             |
| 11  | Rafał Łuckoś           | 2011, 2009                   | 2008, 2006 | 2012             |
| 11  | Krzysztof Schmidt      | 2018, 2022                   | 2019, 2021 | 2024             |
| 10  | Krzysztof Ziółkowski   | 2008, 2001                   | 2000, 2004 |                  |
| 10  | Mariusz Wiśniowski     | 2013                         | 2016, 2022 | 2014, 2019, 2021 |
| 10  | Wojciech Maliszewski   | 2005, 1999                   | 2001       | 2006, 2009       |
| 8   | Paweł Faron            | 2006                         | 2017, 2010 | 2025             |
| 8   | Marcin Tobiszewski     | 2004, 2002                   |            | 2005, 2001       |
| 8   | Krzysztof Dudziński    | 1998, 1993                   |            | 1995, 1994       |
| 5   | Robert Berg (Niziołek) | 2025                         | 2023       |                  |
| 5   | Paweł Kumorek          |                              | 2014, 2013 | 2015             |
| 4   | Paweł Chrząszcz        | 2021                         |            | 2018             |
| 4   | Marek Robel            | 2014                         |            | 2016             |
| 4   | Sławomir Kaczyński     |                              | 2011, 2018 |                  |
| 3   | Mateusz Gajczewski     | 2024                         |            |                  |
| 3   | Piotr Mieszczak        | 2012                         |            |                  |
| 3   | Dariusz Chrobak        | 2010                         |            |                  |
| 3   | Roman Witkowski        | 2000                         |            |                  |
| 3   | Wojciech Chyla         | 1995                         |            |                  |
| 3   | Grzegorz Olejnik       | 1994                         |            |                  |
| 3   | Piotr Dziergas         | 1992                         |            |                  |
| 3   | Robert Bernat          |                              | 2005       | 2004             |
| 2   | Dominik Kapica         |                              | 2025       |                  |
| 2   | Marcin Wirski          |                              | 2024       |                  |
| 2   | Bartosz Moszczyński    |                              | 2015       |                  |
| 2   | Paweł Bartoń           |                              | 2012       |                  |
| 2   | Zbigniew Gotkiewicz    |                              | 2002       |                  |
| 2   | Bronisław Korzec       |                              | 1995       |                  |
| 2   | Władysław Wermesy      |                              | 1994       |                  |
| 2   | Włodzimierz Wirski     |                              | 1993       |                  |
| 2   | Jacek Górski           |                              |            | 2022, 2023       |
| 1   | Tomasz Janikowski      |                              |            | 2015             |
| 1   | Paweł Witkowski        |                              |            | 2013             |
| 1   | Grzegorz Drabik        |                              |            | 2011             |
| 1   | Damazy Rajda           |                              |            | 2008             |
| 1   | Jerzy Kraus            |                              |            | 2002             |
| 1   | Rafał Pachulski        |                              |            | 2000             |
| 1   | Marek Śnieżek          |                              |            | 1993             |

### Klasyfikacja kobieca
| pkt | Pilot                      | złoto                                                | srebro                 | brąz                         |
| --- | -------------------------- | ---------------------------------------------------- | ---------------------- | ---------------------------- |
| 29  | Klaudia Bułgakow           | 2022, 2021, 2019, 2018, 2016, 2015, 2014, 2013, 2012 | 2025                   |                              |
| 15  | Joanna Kocot               | 2025, 2024, 2023                                     | 2022, 2021, 2019       |                              |
| 13  | Dominika Kasieczko         | 2017                                                 | 2018, 2016, 2015, 2014 | 2012                         |
| 9   | Magdalena Pawlak           |                                                      | 2024, 2023             | 2025, 2021, 2018, 2017, 2016 |
| 3   | Katarzyna Gruźlewska-Łosik | 2009                                                 |                        |                              |
| 3   | Monika Makowska            |                                                      |                        | 2023, 2022, 2019             |
| 3   | Agnieszka Dobrzańska       |                                                      | 2013                   | 2014                         |
| 2   | Anna Latko                 |                                                      | 2017                   |                              |
| 1   | Anna Piskozub              |                                                      |                        | 2024                         |
| 1   | Anna Zezula                |                                                      |                        | 2015                         |
| 1   | Agnieszka Schwenk          |                                                      |                        | 2012                         |

## 2025, Polish & Czech Paragliding Open, XXXII Paralotniowe Mistrzostwa Polski
Miejsce: Semonzo del Grappa, Włochy
Organizator: Monika Przeczewska, Michał Gierlach, Stowarzyszenie Sportowe "UFO Team", Aeroklub Polski, FAI
Lokalny organizator: ASD Volo Libero Montegrappa
Dyrektor: Karolina Kocięcka
Zawody rozegrano w dniach 12-18 lipca 2025. Wystartowało 129 pilotów. Odbyło się 5 konkurencji . 

### Wyniki Mistrzostw Polski

#### Klasyfikacja ogólna
|    | Pilot                | Paralotnia           |
| -- | -------------------- | -------------------- |
| 1  | Robert Berg          | Ozone Enzo 3         |
| 2  | Dominik Kapica       | Ozone Enzo 3         |
| 3  | Paweł Faron          | Ozone Enzo 3         |
| 4  | Dawid Król           | Niviuk Icepeak X-One |
| 5  | Michal Gierlach      | Ozone Enzo 3         |
| 6  | Marcin Wirski        | Ozone Enzo 3         |
| 7  | Jacek Górski         | Ozone Enzo 3         |
| 8  | Paweł Bedyński       | Ozone Enzo 3         |
| 9  | Krzysztof Maciejczuk | Niviuk Icepeak X-One |
| 10 | Jan Rentowski        | Ozone Enzo 3         |

#### Klasyfikacja serial
|   | Pilot           | Paralotnia   |
| - | --------------- | ------------ |
| 1 | Paweł Chrząszcz | Ozone Zeno 2 |
| 2 | Igor Popik      | Ozone Zeno 2 |
| 3 | Joanna Kocot    | Ozone Zeno 2 |

#### Klasyfikacja sport
|   | Pilot                | Paralotnia   |
| - | -------------------- | ------------ |
| 1 | Arkadiusz Kusalewicz | Ozone Photon |
| 2 | Michał Adamczuk      | Ozone Photon |
| 3 | Maciej Krzesiński    | Ozone Photon |

#### Klasyfikacja kobiet
|   | Pilot            | Paralotnia    |
| - | ---------------- | ------------- |
| 1 | Joanna Kocot     | Ozone Zeno 2  |
| 2 | Klaudia Bułgakow | Ozone Enzo 3  |
| 3 | Magdalena Pawlak | Niviuk Peak 6 |

#### Klasyfikacja drużynowa[2]
|   | Team            | Piloci                                                                                 |
| - | --------------- | -------------------------------------------------------------------------------------- |
| 1 | Żywiec Air Team | Pawel Faron, Dominik Kapica, Jacek Górski, Krzysztof Schmidt, Mateusz Gajczewski       |
| 2 | UFO Team        | Robert Berg, Michał Gierlach, Marcin Wirski, Paweł Kumorek, Paweł Chrząszcz            |
| 3 | LKS Zefir (PSP) | Igor Popik, Krzysztof Maciejczuk, Arkadiusz Kusalewicz, Piotr Karolak, Michał Adamczuk |

## 2024, Polish & Irish Paragliding Open, XXXI Paralotniowe Mistrzostwa Polski
Miejsce: Laragne-Montéglin, Francja
Organizator: Przemysław Czerwiński, Aeroklub Polski, FAI
Lokalny organizator: Karlis Jaunpetrovics
Dyrektor: Karolina Kocięcka
Zawody rozegrano w dniach 15-21 czerwca 2024. Wystartowało 109 pilotów. Ze względu na warunki pogodowe odbyły się tylko 2 konkurencje. 

### Wyniki Mistrzostw Polski

#### Klasyfikacja ogólna
|    | Pilot                | Paralotnia           |
| -- | -------------------- | -------------------- |
| 1  | Mateusz Gajczewski   | Niviuk Icepeak X-One |
| 2  | Marcin Wirski        | Ozone Zeno 2         |
| 3  | Krzysztof Schmidt    | Ozone Enzo 3         |
| 4  | Dominik Kapica       | Ozone Zeno 2         |
| 5  | Marek Robel          | Niviuk Icepeak X-One |
| 6  | Paweł Faron          | Ozone Enzo 3         |
| 7  | Sławomir Kaczyński   | Ozone Enzo 3         |
| 8  | Krzysztof Maciejczuk | Niviuk Icepeak X-One |
| 9  | Jacek Górski         | Ozone Enzo 3         |
| 10 | Pawel Chrząszcz      | Ozone Zeno 2         |

#### Klasyfikacja serial
|   | Pilot           | Paralotnia   |
| - | --------------- | ------------ |
| 1 | Marcin Wirski   | Ozone Zeno 2 |
| 2 | Dominik Kapica  | Ozone Zeno 2 |
| 3 | Pawel Chrząszcz | Ozone Zeno 2 |

#### Klasyfikacja sport
|   | Pilot                | Paralotnia   |
| - | -------------------- | ------------ |
| 1 | Kuba Sto             | Ozone Photon |
| 2 | Marek Mastalerz      | Ozone Photon |
| 3 | Arkadiusz Kusalewicz | Skywalk Mint |

#### Klasyfikacja kobiet
|   | Pilot            | Paralotnia    |
| - | ---------------- | ------------- |
| 1 | Joanna Kocot     | Ozone Zeno 2  |
| 2 | Magdalena Pawlak | Niviuk Peak 6 |
| 3 | Anna Piskozub    | Ozone Photon  |

#### Klasyfikacja drużynowa[2]
|   | Team            | Piloci                                                                                    |
| - | --------------- | ----------------------------------------------------------------------------------------- |
| 1 | UFO Team        | Marcin Wirski, Marek Robel, Paweł Chrząszcz, Paweł Kumorek, Robert Berg                   |
| 2 | Żywiec Air Team | Jacek Górski, Sławomir Kaczyński, Krzysztof Schmidt, Pawel Faron, Dominik Kapica          |
| 3 | Tęcza Pro       | Klaudia Bułgakow, Mateusz Gajczewski, Krzysztof Maciejczuk, Igor Popik, Leszek Ziółkowski |

## 2023, Polish & Slovenian Open / Pre 1st FAI World Junior Paragliding Championship, XXX Paralotniowe Mistrzostwa Polski
miejsce:Tolmin, Słowenia
organizator: Bartosz Moszczynski, Aeroklub Polski, FAI, Letalska zveza Slovenije, KL Triglav
dyrektor: Igor Eržen
Zawody rozegrano w dniach 26 sierpnia - 1 września 2022. Wystartowało 150 pilotów. Odbyło się 5 konkurencji. 
Przebieg zawodów można było śledzić online na stronie civlcomps.org. 

### Wyniki Mistrzostw Polski

#### Klasyfikacja ogólna
|    | Pilot              | Paralotnia           |
| -- | ------------------ | -------------------- |
| 1  | Michal Gierlach    | Ozone Enzo 3         |
| 2  | Robert Niziolek    | Ozone Zeno 2         |
| 3  | Jacek Gorski       | Ozone Enzo 3         |
| 4  | Pawel Bedynski     | Niviuk Icepeak X-One |
| 5  | Pawel Faron        | Ozone Enzo 3         |
| 6  | Slawomir Kaczynski | Ozone Enzo 3         |
| 7  | Jan Rentowski      | Niviuk Icepeak X-One |
| 8  | Dawid Krol         | Niviuk Icepeak X-One |
| 9  | Iwo Banas          | Ozone Enzo 3         |
| 10 | Pawel Chrząszcz    | Ozone Zeno 2         |

#### Klasyfikacja serial
|   | Pilot           | Paralotnia   |
| - | --------------- | ------------ |
| 1 | Robert Niziolek | Ozone Zeno 2 |
| 2 | Pawel Chrząszcz | Ozone Zeno 2 |
| 3 | Marcin Wirski   | Ozone Zeno 2 |

#### Klasyfikacja sport
|   | Pilot             | Paralotnia    |
| - | ----------------- | ------------- |
| 1 | Rafal Cypcar      | Ozone Photon  |
| 2 | Tomasz Janikowski | Ozone Photon  |
| 3 | Marek Dmochowski  | Ozone Delta 4 |

#### Klasyfikacja kobiet
|   | Pilot            | Paralotnia     |
| - | ---------------- | -------------- |
| 1 | Joanna Kocot     | Ozone Zeno 2   |
| 2 | Magdalena Pawlak | Niviuk Artik-R |
| 3 | Monika Makowska  | Ozone Alpina 4 |

#### Klasyfikacja drużynowa[2]
|   | Team            | Piloci                                                                           |
| - | --------------- | -------------------------------------------------------------------------------- |
| 1 | Żywiec Air Team | Jacek Gorski, Slawomir Kaczynski, Krzysztof Schmidt, Pawel Faron, Dominik Kapica |
| 2 | UFO Team        | Michal Gierlach, Robert Niziolek, Pawel Kumorek, Pawel Chrząszcz, Grzegorz Fiema |
| 3 | Grupa 303       | Pawel Bedynski, Rafal Cypcar,Tomasz Janikowski, Rafal Obora                      |

## 2022, Polish Open 2022, XXIX Paralotniowe Mistrzostwa Polski
miejsce:     Kruszewo, Macedonia Północna
organizator: Bartosz Moszczynski, Warszawski Klub Paralotniowy "Tęcza"
dyrektor:    Igor Eržen
Zawody rozegrano w dniach 28 sierpnia - 1 września 2022. Wystartowało 95 pilotów. Odbyło się 5 konkurencji. 
Przebieg zawodów można było śledzić online na Flymaster.net. 

### Wyniki Mistrzostw Polski

#### Klasyfikacja ogólna
|    | Pilot              | Paralotnia           |
| -- | ------------------ | -------------------- |
| 1  | Krzysztof Schmidt  | Ozone Enzo 3         |
| 2  | Mariusz Wisniowski | Ozone Enzo 3         |
| 3  | Jacek Gorski       | Ozone Enzo 3         |
| 4  | Dawid Krol         | DaVinci XChord       |
| 5  | Pawel Bedynski     | Ozone Enzo 3         |
| 6  | Pawel Faron        | Ozone Enzo 3         |
| 7  | Pawel Kumorek      | Niviuk Icepeak X-One |
| 8  | Klaudia Bulgakow   | Ozone Enzo 3         |
| 9  | Jan Rentowski      | Niviuk Icepeak X-One |
| 10 | Paweł Chrząszcz    | Ozone Enzo 3         |

#### Klasyfikacja sport
|   | Pilot                    | Paralotnia     |
| - | ------------------------ | -------------- |
| 1 | Marcin Wirski            | Niviuk Artik 6 |
| 2 | Cezary Karol Szymkiewicz | BGD Cure 2     |
| 3 | Roman Murzyn             | Ozone Alpina 4 |

#### Klasyfikacja kobiet
|   | Pilot            | Paralotnia     |
| - | ---------------- | -------------- |
| 1 | Klaudia Bulgakow | Ozone Enzo 3   |
| 2 | Joanna Kocot     | Ozone Delta 4  |
| 3 | Monika Makowska  | Ozone Alpina 4 |

#### Klasyfikacja drużynowa[2]
|   | Team            | Piloci                                                                              |
| - | --------------- | ----------------------------------------------------------------------------------- |
| 1 | Żywiec Air Team | Jacek Górski, Krzysztof Schmidt, Paweł Faron, Sławomir Kaczyński, Dominik Kapica    |
| 2 | UFO Team        | Mariusz Wiśniowski, Paweł Kumorek, Michał Gierlach, Paweł Chrząszcz, Grzegorz Fiema |
| 3 | Tęcza Pro       | Klaudia Bułgakow, Krzysztof Maciejczuk, Igor Popik, Leszek Ziółkowski, Jacek Profus |

## 2021, Polish Open Gemona 2021, XXVIII Paralotniowe Mistrzostwa Polski[5]
```
miejsce:     Gemona, Włochy
organizator: Bartosz Moszczynski, Warszawski Klub Paralotniowy "Tęcza", Volo Libero Friuli
dyrektor:    Igor Eržen
```

Zawody rozegrano w dniach 12 - 18 czerwca 2021. Wystartowało 116 pilotów. Odbyło się 6 konkurencji, w tym jedna została przerwana przed rozpoczęciem wyścigu. Konkurencje o długościach:  56.8 km, 61.1 km, 73.2 km, 83.6 km, 50.2 km rozpoczynały się ze startowiska na Monte Cauarnan i kończyły się na lądowisku w Bordano. Przebieg zawodów można było śledzić online na AirTribune.com oraz pottyplace.com. 

### Wyniki Mistrzostw Polski

#### Klasyfikacja ogólna
|    | Pilot               | Paralotnia      | Sponsor                              | T 1     | T 2     | T 3     | T 4     | T 5     | Total |
| -- | ------------------- | --------------- | ------------------------------------ | ------- | ------- | ------- | ------- | ------- | ----- |
| 1  | Paweł CHRZĄSZCZ     | Ozone Enzo 3    | Upside Down Paragliding              | 143     | 966     | 960     | 980     | 324/936 | 3230  |
| 2  | Krzysztof SCHMIDT   | Ozone Enzo 3    | QNT Systemy Informatyczne; PKN Orlen | 147     | 978     | 309/892 | 976     | 964     | 3227  |
| 3  | Mariusz WISNIOWSKI  | Ozone Enzo 3 S  | leniwymotyl.pl paralotniarz.com.pl   | 228     | 973     | 312/899 | 912     | 961     | 3158  |
| 4  | Pawel FARON         | Ozone Enzo 3    | PKN Orlen                            | 164     | 934     | 307/886 | 911     | 977     | 3129  |
| 5  | Slawomir KACZYNSKI  | Ozone Enzo 3    | PKN ORLEN                            | 189     | 945     | 876     | 297/858 | 953     | 3071  |
| 6  | Leszek ZIOLKOWSKI   | Niviuk IP X-One | Gin, XCJunkies                       | 132     | 929     | 271/783 | 904     | 918     | 3022  |
| 7  | Bartosz MOSZCZYNSKI | Ozone Enzo 3    | Godfather, Finansowa Chata           | 27/36   | -       | 954     | 973     | 854     | 2808  |
| 8  | Igor POPIK          | UP Meru         | www.wingsup.pl                       | 132     | 171/493 | 865     | 862     | 832     | 2730  |
| 9  | Jan RENTOWSKI       | UP GURU         | UP Paragliders gringofly.com         | 109/145 | 936     | 805     | 114     | 857     | 2707  |
| 10 | Jacek GORSKI        | Ozone Enzo 3    | Alti-paralotnie PKN Orlen            | 461     | 944     | 895     | -       | -       | 2300  |

#### Klasyfikacja Sport
|   | Pilot                 | Paralotnia     | Sponsor                 | T 1     | T 2 | T 3 | T 4    | T 5    | Total |
| - | --------------------- | -------------- | ----------------------- | ------- | --- | --- | ------ | ------ | ----- |
| 1 | Michal DUDZINSKI      | GIN Bonanza II | ceres.pl                | 102/136 | 679 | 638 | 50     | 701    | 2120  |
| 2 | Marcin WIRSKI         | Niviuk Artik 6 |                         | 103     | 686 | 546 | 785    | 86/249 | 2103  |
| 3 | Przemysław CZERWIńSKI | Nova Mentor 6  | Move it! www.moveit.pl  | 120     | 485 | 623 | 99/287 | 814    | 2021  |
| 4 | Dominik KAPICA        | Flow Fusion    | PKN ORLEN FastCamper.eu | 101/135 | 745 | 369 | 127    | 726    | 1941  |
| 5 | Kuba STO              | 777 Queen 2    | PKN ORLEN               | 102/136 | 361 | 620 | 849    | 228    | 1932  |

#### Klasyfikacja kobiet
|   | Pilot            | Paralotnia     | Sponsor                   | T 1 | T 2   | T 3 | T 4     | T 5     | Total |
| - | ---------------- | -------------- | ------------------------- | --- | ----- | --- | ------- | ------- | ----- |
| 1 | Klaudia BULGAKOW | Ozone Enzo 3   | Maui Jim, Zanier Gloves   | 0   | 12/36 | 774 | 943     | 244     | 1973  |
| 2 | Joanna KOCOT     | Ozone Delta 4  | PKN Orlen, FastCamper.eu  | 112 | 467   | 502 | 334     | 87/250  | 1390  |
| 3 | Magdalena PAWLAK | Niviuk Artik 5 | MADU pracownia projektowa | 108 | 354   | 174 | 203/229 | 565     | 1230  |
| 4 | Anna PISKOZUB    | Ozone Delta 3  |                           | 102 | 353   | 151 | 231     | 142/161 | 828   |
| 5 | Anna ZEZULA      | Ozone Swift 5  |                           | 89  | 36    | 149 | 35/40   | 409     | 682   |

#### Klasyfikacja drużynowa
|   | Name            | Sponsor                                                                                | Total |
| - | --------------- | -------------------------------------------------------------------------------------- | ----- |
| 1 | Żywiec Air Team | Krzysztof SCHMIDT, Slawomir KACZYNSKI, Pawel FARON, Jacek GORSKI, Kuba STO             | 11993 |
| 2 | UFO Team        | Pawel CHRZĄSZCZ, Mariusz WISNIOWSKI, Marek ROBEL, Pawel KUMOREK, Jacek KRZYżANOWSKI    | 11031 |
| 3 | DZIKI           | Igor POPIK, Jan RENTOWSKI, Przemysław CZERWIńSKI, Krzysztof MACIEJCZUK, Mateusz SIATKA | 9560  |

## 2020, Polish Paragliding Open 2020, XXVII Paralotniowe Mistrzostwa Polski[5]
```
miejsce:     Bassano del Grappa, Włochy
organizator: Przemysław Czerwiński, Klub Sportowy PMP
Meet director:    Karolina Kociecka
```

Zawody miały odbyć się w dniach 16-23 maja. Ze względu na sytuacją epidemiologiczną termin ten został przełożony na nieokreśloną bliżej datę pod koniec lata 2020. Zawody nie zostały rozegrane.

## 2019, Polish Paragliding Open Championship 2019, XXVI Paralotniowe Mistrzostwa Polski[5]
```
miejsce:     Levico Terme, Włochy
organizator: Przemysław Czerwiński, Volo Libero Trentino
dyrektor:    Karolina Kociecka
```

Zawody rozegrano w dniach 16-22 czerwca 2019. Wystartowało 106 pilotów. Odbyły się 4 konkurencje o długościach:  58.1 km, 44.5 km, 60.9 km, 54.6 km. Przebieg zawodów można było śledzić online na AirTribune.com. 

### Wyniki Mistrzostw Polski

#### Klasyfikacja ogólna
|    | Pilot                | Paralotnia   | Sponsor                                                        | T 1 | T 2     | T 3 | T 4     | T 5 | T 6    | Total |
| -- | -------------------- | ------------ | -------------------------------------------------------------- | --- | ------- | --- | ------- | --- | ------ | ----- |
| 1  | Michał Gierlach      | Ozone Enzo 3 | Salewa, XC Spike                                               | 0   | 729/775 | 0   | 974     | 749 | 972    | 2675  |
| 2  | Krzysztof Schmidt    | Ozone Enzo 3 | QNT Systemy Informatyczne                                      | 0   | 775     | 0   | 967     | 754 | 57/693 | 2553  |
| 3  | Mariusz Wiśniowski   | Ozone Enzo 3 | paralotniarz.com.pl Leniwy Motyl                               | 0   | 790     | 0   | 951     | 760 | 46/554 | 2547  |
| 4  | Sławomir Kaczyński   | Ozone Enzo 3 | ETU                                                            | 0   | 718     | 0   | 813/853 | 733 | 990    | 2521  |
| 5  | Pawel Faron          | Ozone Enzo 3 | Fadróg,Connect,Red Bull,Konstrukcje Żywiec, Salewa, flylite.pl | 0   | 756     | 0   | 953     | 733 | 45/546 | 2487  |
| 6  | Tomasz Janikowski    | Ozone Enzo 3 | www.s4eltd.com                                                 | 0   | 764     | 0   | 952     | 690 | 61/730 | 2467  |
| 7  | Marek Robel          | UP Guru      | www.nextbank.ph                                                | 0   | 733     | 0   | 944     | 730 | 46/552 | 2453  |
| 8  | Paweł Chrząszcz      | Ozone enzo 3 | Upside Down Paragliding                                        | 0   | 705     | 0   | 952     | 739 | 36/432 | 2432  |
| 9  | Jacek Górski         | UP Guru      | Alti-paralotnie                                                | 0   | 780     | 0   | 832     | 764 | 46/555 | 2422  |
| 10 | Krzysztof Maciejczuk | UP Meru M    | www.wingsup.pl                                                 | 0   | 706     | 0   | 853     | 742 | 39/470 | 2340  |

#### Klasyfikacja Sport
|   | Pilot              | Paralotnia          | Sponsor               | T 1 | T 2 | T 3 | T 4     | T 5 | T 6    | Total |
| - | ------------------ | ------------------- | --------------------- | --- | --- | --- | ------- | --- | ------ | ----- |
| 1 | Cezary Szymkiewicz | BGD Cure            |                       | 0   | 571 | 0   | 734     | 790 | 51/613 | 2146  |
| 2 | Marek Mogielnicki  | UP Trango           | 303                   | 0   | 604 | 0   | 38/457  | 617 | 799    | 2058  |
| 3 | Przemysław Potocki | 777 Queen 2         | Schibsted Tech Polska | 0   | 512 | 0   | 602/683 | 673 | 736    | 2011  |
| 4 | Rafal Kubica       | Sky-Country Mystic4 | Sky-Country           | 0   | 469 | 0   | 38/462  | 646 | 819    | 1972  |
| 5 | Kuba Sto           | 777 Queen 2         | kubasto.com           | 0   | 598 | 0   | 25/299  | 670 | 658    | 1951  |

#### Klasyfikacja kobiet
|   | Pilot            | Paralotnia      | Sponsor       | T 1 | T 2 | T 3 | T 4     | T 5 | T 6    | Total |
| - | ---------------- | --------------- | ------------- | --- | --- | --- | ------- | --- | ------ | ----- |
| 1 | Klaudia Bułgakow | Ozone EnZo 3    | Lukoil        | 0   | 85  | 0   | 406/461 | 530 | 799    | 1735  |
| 2 | Joanna Kocot     | GIN Explorer    | FastCamper.eu | 0   | 387 | 0   | 439     | 545 | 36/439 | 1407  |
| 3 | Monika Makowska  | Ozone Delta 3   |               | 0   | 285 | 0   | 7/89    | 586 | 466    | 1344  |
| 4 | Anna Piskozub    | Ozone Delta 3   |               | 0   | 115 | 0   | 371/421 | 507 | 446    | 1324  |
| 5 | Anna Zezula      | Ozone Swift 5 S |               | 0   | 269 | 0   | 19/226  | 537 | 466    | 1291  |

#### Klasyfikacja drużynowa
|   | Name            | Sponsor                                                                               | Total |
| - | --------------- | ------------------------------------------------------------------------------------- | ----- |
| 1 | UFO Team I      | Michal Gierlach, Mariusz Wisniowski, Marek Robel, Pawel Kumorek, Arkadiusz Slusarczyk | 9526  |
| 2 | Żywiec Air Team | Krzysztof Schmidt, Pawel Faron, Jacek Gorski, Dominik Kapica, Kuba Sto                | 9322  |
| 3 | Grupa 303       | Tomasz Janikowski, Paweł Chrząszcz, Mariusz Kozlowski, Pawel Wilk, Rafal Cypcar       | 8679  |

## 2018, Bulgarian & Polish Open 2018, XXV Paralotniowe Mistrzostwa Polski[5]
```
miejsce:     Sopot, Bulgaria
organizator: Aeroklub Polski, Bulgarian NAC
dyrektor:    Daniel Dimov / Jacek Profus 
```

Zawody rozegrano w dniach 11-17 sierpnia 2018 wspólnie z Serbami. Wystartowało 147 pilotów. Odbyły się 5 konkurencji o długościach:  60.8 km, 88.2 km, 99.3 km, 67.3 km, 79.3 km. Przebieg zawodów można było śledzić online na AirTribune.com. 

### Wyniki Mistrzostw Polski

#### Klasyfikacja ogólna
|    | Pilot                | Paralotnia   | T1      | T2  | T3      | T4      | T5      | Suma punktów |
| 1  | Krzysztof Schmidt    | Ozone Enzo 3 | 978     | 964 | 1000    | 584     | 420/560 | 3362         |
| 2  | Sławomir Kaczyński   | Ozone Enzo 3 | 960     | 952 | 993     | 382/874 | 468     | 3287         |
| 3  | Paweł Chrząszcz      | Ozone Enzo 3 | 959     | 969 | 541     | 982     | 356/474 | 3266         |
| 4  | Jacek Górski         | Ozone Zeno   | 943     | 839 | 332/758 | 943     | 357     | 3057         |
| 5  | Tomasz Janikowski    | Ozone Enzo 3 | 691/809 | 896 | 750     | 847     | 495     | 2929         |
| 6  | Pawel Kumorek        | Ozone Enzo 2 | 655/767 | 835 | 635     | 895     | 480     | 2865         |
| 7  | Mariusz Wiśniowski   | Ozone Enzo 3 | 968     | 832 | 578/677 | 581     | 476     | 2854         |
| 8  | Pawel Faron          | Ozone Enzo 3 | 818     | 883 | 579/678 | 581     | 557     | 2837         |
| 9  | Michal Gierlach      | Ozone Enzo 3 | 970     | 959 | 642     | 203/465 | 60      | 2774         |
| 10 | Krzysztof Ziółkowski | Ozone Enzo 2 | 376     | 782 | 588/688 | 906     | 482     | 2758         |

#### Klasyfikacja Sport
|   | Pilot                 | Paralotnia       | T1  | T2      | T3      | T4  | T5      | Suma punktów |
| 1 | Pawel Wilk            | UP Trango X-Race | 809 | 711     | 579/678 | 664 | 430     | 2529         |
| 2 | Jan Rentowski         | UP Trango X-Race | 744 | 716     | 588     | 730 | 260/347 | 2450         |
| 3 | Jacek Krzyżanowski    | Advance Sigma 10 | 784 | 748     | 259/591 | 656 | 304     | 2447         |
| 4 | Arkadiusz Ślusarczyk  | BGD Cure         | 710 | 578/677 | 568     | 709 | 408     | 2405         |
| 5 | Przemysław Czerwiński | Nova Mentor 5    | 695 | 495     | 504/590 | 708 | 471     | 2378         |

#### Klasyfikacja kobiet
|   | Pilot              | Paralotnia    | T1      | T2      | T3      | T4  | T5      | Suma punktów |
| 1 | Klaudia Bułgakow   | Ozone EnZo 3  | 755     | 769     | 674     | 797 | 323/430 | 2644         |
| 2 | Dominika Kasieczko | Ozone Zeno    | 766     | 761     | 575/672 | 170 | 470     | 2572         |
| 3 | Magdalena Pawlak   | Niviuk Ikuma  | 305     | 289/338 | 498     | 392 | 337     | 1516         |
| 4 | Joanna Kocot       | GIN Explorer  | 376     | 139/320 | 515     | 358 | 59      | 1388         |
| 5 | Agata Kowalska     | Triple7 Rook2 | 263/307 | 314     | 324     | 166 | 336     | 1237         |

#### Klasyfikacja drużynowa
|   | Drużyna         | Skład                                                                                          | Punkty |
| - | --------------- | ---------------------------------------------------------------------------------------------- | ------ |
| 1 | Żywiec Air Team | Krzysztof Schmidt, Jacek Górski, Pawel Faron, Krzysztof Ziółkowski, Kuba Sto                   | 11903  |
| 2 | Grupa 303       | Paweł Chrząszcz, Tomasz Janikowski, Przemek Licznerski, Mariusz Kozłowski, Bartosz Moszczyński | 11200  |
| 3 | WKP Tecza PRO   | Sławomir Kaczyński, Klaudia Bułgakow, Jacek Krzyżanowski, Jacek Profus, Sławomir Żydek         | 11129  |

## 2017, Polish & Serbia Paragliding Open 2017 XXIV Paralotniowe Mistrzostwa Polski[6]
```
miejsce: Raska - Kopaonik, Serbia
organizator: Aeroklub Polski, Paragliding club Golija,  Aeronautical Union of Serbia NAC
dyrektor: Jacek Profus, Predrag Dudic, Zoran Nikolic
```

Zawody rozegrano w dniach 14-19 sierpnia 2017 wspólnie z Serbami. Wystartowało 138 pilotów. Odbyły się 3 konkurencje o długościach: 64.7 km, 79.9 km, 91.6 km. Przebieg zawodów można było śledzić online na AirTribune.com. 

### Wyniki Mistrzostw Polski

#### Klasyfikacja ogólna
|    | Pilot               | Paralotnia   | T1      | T2      | T3      | Suma punktów |
| 1  | Michał Gierlach     | Ozone Enzo 3 | 906     | 988     | 227/833 | 2121         |
| 2  | Pawel Faron         | Ozone Zeno   | 891     | 951     | 252/926 | 2094         |
| 3  | Mariusz Wiśniowski  | Ozone Enzo 2 | 904     | 225/825 | 921     | 2050         |
| 4  | Krzysztof Schmidt   | Ozone Zeno   | 151/752 | 967     | 922     | 2040         |
| 5  | Przemek Licznerski  | BGD Diva     | 148/736 | 979     | 858     | 1985         |
| 6  | Jacek Górski        | Ozone Zeno   | 81/403  | 972     | 927     | 1980         |
| 7  | Mariusz Kozłowski   | Ozone Zeno   | 809     | 219/802 | 879     | 1907         |
| 8  | Jacek Profus        | Ozone Enzo 2 | 95/475  | 835     | 894     | 1824         |
| 9  | Tomasz Janikowski   | Ozone Enzo   | 897     | 762     | 147/538 | 1806         |
| 10 | Bartosz Moszczyński | Ozone Zeno   | 50/247  | 976     | 779     | 1805         |

#### Klasyfikacja Sport
|   | Pilot                | Paralotnia       | T1      | T2  | T3      | Suma punktów |
| 1 | Grzegorz Fiema       | Skywalk Chili 4  | 135/672 | 783 | 798     | 1716         |
| 2 | Walter Wojciechowski | BGD Cure         | 807     | 750 | 158/578 | 1715         |
| 3 | Jan Rentowski        | UP Trango X-Race | 757     | 791 | 158/578 | 1706         |
| 4 | Adam Grzech          | Nova Mentor 5    | 700     | 801 | 188/689 | 1689         |
| 5 | Waldemar Janiszewski | BGD Cure         | 785     | 749 | 144/530 | 1678         |

#### Klasyfikacja kobiet
|   | Pilot              | Paralotnia      | T1     | T2     | T3  | Suma punktów |
| 1 | Dominika Kasieczko | Ozone Mantra 6  | 52/259 | 521    | 600 | 1173         |
| 2 | Anna Latko         | Skywalk Chili 4 | 421    | 86/316 | 394 | 901          |
| 3 | Magdalena Pawlak   | Niviuk Ikuma    | 326    | 77/281 | 399 | 802          |
| 4 | Joanna Kocot       | Dudek Optic     | 26/131 | 308    | 333 | 667          |
| 5 | Monika Makowska    | Ozone Delta 2   | 22/109 | 282    | 359 | 663          |

#### Klasyfikacja drużynowa
|   | Drużyna         | Skład                                                                                           | Punkty |
| - | --------------- | ----------------------------------------------------------------------------------------------- | ------ |
| 1 | Żywiec Air Team | Pawel Faron, Krzysztof Schmidt, Jacek Górski, Krzysztof Ziółkowski, Kuba Sto                    | 7768   |
| 2 | UFO Team        | Michał Gierlach, Mariusz Wiśniowski, Pawel Kumorek, Grzegorz Fiema, Dominika Kasieczko          | 7726   |
| 3 | Grupa 303       | Przemek Licznerski, Mariusz Kozłowski, Tomasz Janikowski, Pawel Chrząszcz, Michał Wojciechowski | 7711   |

## 2016, Polish & Hungarian Paragliding Open, XXIII Paralotniowe Mistrzostwa Polski[7]
```
miejsce:     Tolmin/Gabrie, Słowenia 
organizator: Polskie Stowarzyszenie Paralotniowe, Camp Gabrie
dyrektor:    Karolina Kocięcka / Gasper Prevc
```

Zawody rozegrano wspólnie z Węgrami. Wystartowało 134 pilotów. Odbyły się 4 konkurencje o długościach: 72.7 km, 64.4 km, 69.9 km i 64.1 km. Przebieg zawodów można było śledzić online na AirTribune.com. 

### Wyniki Mistrzostw Polski

#### Klasyfikacja całkowita
|    | Pilot              | Paralotnia               | T1  | T2  | T3  | T4  | Suma punktów |
| 1  | Michał Gierlach    | Ozone Enzo 2             | 945 | 973 | 990 | 990 | 2953         |
| 2  | Mariusz Wiśniowski | Ozone Enzo 2 S           | 943 | 914 | 982 | 767 | 2839         |
| 3  | Marek Robel        | GIN Boomerang 10         | 833 | 934 | 959 | 792 | 2726         |
| 4  | Pawel Kumorek      | Niviuk Icepeak 7 Pro     | 764 | 889 | 953 | 871 | 2713         |
| 5  | Sławomir Kaczyński | Ozone Enzo               | 757 | 884 | 948 | 700 | 2589         |
| 6  | Pawel Faron        | Gin Gliders Boomerang 10 | 822 | 817 | 156 | 885 | 2524         |
| 7  | Przemek Licznerski | BGD CURE                 | 805 | 151 | 936 | 752 | 2493         |
| 8  | Pawel Chrząszcz    | 777 Gliders King         | 808 | 551 | 939 | 729 | 2476         |
| 9  | Jan Kott           | gin boomerang            | 777 | 781 | 157 | 909 | 2467         |
| 10 | Jacek Profus       | Ozone Enzo 2             | 817 | 696 | 883 | 728 | 2428         |

#### Klasyfikacja Sport
|   | Pilot                | Paralotnia     | T1  | T2  | T3  | T4  | Suma punktów |
| 1 | Przemek Licznerski   | BGD CURE       | 805 | 151 | 936 | 752 | 2493         |
| 2 | Marek Mogielnicki    | Ozone Delta2   | 740 | 605 | 941 | 507 | 2286         |
| 3 | Krzysztof Maciejczuk | SOL Lotus      | 623 | 567 | 161 | 566 | 1756         |
| 4 | Mateusz Styrczula    | Niviuk Artik 4 | 404 | 146 | 724 | 569 | 1697         |
| 5 | Cezary Szymkiewicz   | Ozone Delta 2  | 759 | 158 | 340 | 590 | 1689         |

Klasyfikacja Serial
|   | Pilot              | Paralotnia       | T1  | T2  | T3  | T4  | Suma punktów |
| 1 | Przemek Licznerski | BGD CURE         | 805 | 151 | 936 | 752 | 2493         |
| 2 | Paweł Chrząszcz    | 777 Gliders King | 808 | 551 | 939 | 729 | 2476         |
| 4 | Marek Mogielnicki  | Ozone Delta2     | 740 | 605 | 941 | 507 | 2286         |

#### Klasyfikacja kobiet
|   | Pilot              | Paralotnia     | T1  | T2  | T3  | T4  | Suma punktów |
| 1 | Klaudia BUŁGAKOW   | Ozone EnZo2    | 723 | 153 | 939 | 683 | 2345         |
| 2 | Dominika Kasieczko | Ozone Mantra 6 | 496 | 153 | 340 | 422 | 1258         |
| 3 | Magdalena Pawlak   | niviuk Ikuma   | 366 | 154 | 433 | 369 | 1168         |
| 4 | Monika Makowska    | Ozone Delta 2  | 366 | 140 | 170 | 361 | 897          |
| 5 | Agata Kowalska     | Triple7 Rook2  | 366 | 149 | 169 | 361 | 896          |

|   | Drużyna       | Skład                                                                                 | Punkty |
| - | ------------- | ------------------------------------------------------------------------------------- | ------ |
| 1 | UFO Team      | Michał Gierlach, Mariusz Wiśniowski, Marek Robel, Pawel Kumorek, Dominika Kasieczko   | 11126  |
| * | XC junkies    | Paweł Chrząszcz, Leszek Ziółkowski, Przemek Licznerski, Jan Kott, Bartosz Moszczyński | 9520   |
| 2 | Żywiec Team   | Jacek Gorski, Pawel Faron, Krzysztof Ziółkowski, Piotr Mieszczak, Kuba Sto            | 9115   |
| 3 | WKP Tęcza Pro | Slawomir Kaczynski, Jacek Profus, Klaudia Bułgakow, Rafal Pachulski, Sławomir Żydek   | 9006   |

## 2015, Polish, Czech and Slovak Open, XXII Paralotniowe Mistrzostwa Polski
```
miejsce:     Kruszewo, Macedonia
organizator: Polskie Stowarzyszenie Paralotniowe
dyrektor:    Karolina Kocięcka
```

Zawody rozegrano wspólnie z Czechami i Słowakami, dla których też były to mistrzostwa narodowe. Wystartowało 146 pilotów. Odbyło się pięć konkurencji o długościach: 74.4 km, 94.8 km, 68.8 km, 67.4 km i 57.1 km. Przebieg zawodów oraz wyniki konkurencji można było śledzić na żywo na portalu AirTribune.com.

### Wyniki Mistrzostw Polski

#### Klasyfikacja całkowita
|    | Pilot                | Paralotnia          | T1      | T2  | T3      | T4      | T5      | Suma punktów |
| -- | -------------------- | ------------------- | ------- | --- | ------- | ------- | ------- | ------------ |
| 1  | Michał Gierlach      | Ozone Enzo 2        | 994     | 961 | 199     | 722/933 | 850     | 3527         |
| 2  | Bartosz Moszczyński  | Ozone Enzo 2        | 948     | 952 | 945     | 925     | 638/851 | 3483         |
| 3  | Paweł Kumorek        | Niviuk Icepeak7 Pro | 805     | 948 | 972     | 934     | 548/731 | 3402         |
| 3  | Tomasz Janikowski    | Ozone Enzo 2        | 980     | 918 | 673/870 | 368     | 831     | 3402         |
| 5  | Mariusz Wiśniowski   | Ozone Enzo 2 S      | 634/819 | 958 | 948     | 502     | 761     | 3301         |
| 6  | Jacek Profus         | Ozone Enzo 2        | 633/818 | 169 | 970     | 847     | 845     | 3295         |
| 7  | Piotr Mieszczak      | Ozone Enzo 2        | 799     | 934 | 852     | 868     | 572/763 | 3226         |
| 8  | Krzysztof Ziółkowski | Dudek Coden         | 787     | 884 | 895     | 651/841 | 768     | 3198         |
| 9  | Pawel Faron          | Boomerang 10        | 817     | 898 | 614/793 | 690     | 850     | 3179         |
| 10 | Klaudia Bułgakow     | Ozone Enzo 2        | 802     | 932 | 604/781 | 392     | 797     | 3135         |

#### Klasa Sport
|   | Pilot             | Paralotnia     | T1      | T2  | T3      | T4  | T5      | Suma Punktów |
| - | ----------------- | -------------- | ------- | --- | ------- | --- | ------- | ------------ |
| 1 | Krzysztof Żelisko | Ozone Delta 2  | 651     | 864 | 610/788 | 843 | 762     | 3079         |
| 2 | Jacek Górski      | Gin GTO 2 L    | 775     | 880 | 583/754 | 42  | 747     | 2985         |
| 3 | Piotr Pawłowski   | Ozone Alpina 2 | 568     | 809 | 559/722 | 837 | 752     | 2957         |
| 4 | Marek Mogielnicki | Ozone Delta2   | 487/629 | 151 | 868     | 822 | 753     | 2930         |
| 5 | Robert Niziołek   | Ozone Delta 2  | 764     | 297 | 763     | 840 | 493/657 | 2860         |

#### Kobiety
|   | Pilot                | Paralotnia       | T 1 | T 2     | T 3     | T 4 | T 5 | Suma punktów |
| - | -------------------- | ---------------- | --- | ------- | ------- | --- | --- | ------------ |
| 1 | Klaudia Bułgakow     | Ozone Enzo2      | 802 | 932     | 604/781 | 392 | 797 | 3135         |
| 2 | Dominika Kasieczko   | Ozone Delta 2    | 676 | 401/518 | 424     | 613 | 816 | 2506         |
| 3 | Anna Zezula          | Nova Mentor 2 XS | 38  | 259     | 151/195 | 246 | 433 | 1089         |
| 4 | Agnieszka Dobrzańska | Sol Synergy5     | 137 | 254     | 128/166 | 225 | 390 | 997          |
| 5 | Agata Kowalska       | Niviuk Hook 3    | 179 | 138/179 | 163     | 311 | 233 | 861          |

#### Drużyny
|   | Drużyna       | Skład                                                                                        | Punkty |
| - | ------------- | -------------------------------------------------------------------------------------------- | ------ |
| 1 | UFO Team      | Paweł Kumorek, Mariusz Wiśniowski, Michał Gierlach, Marek Robel, Dominika Kasieczko          | 13469  |
| 2 | Żywiec PSP    | Piotr Mieszczak, Paweł Faron, Krzysztof Ziółkowski, Kuba Sto, Jacek Górski                   | 12516  |
| 3 | WKP Tęcza Pro | Tomasz Janikowski, Jacek Profus, Sławomir Kaczyński, Marek Mogielnicki, Krzysztof Maciejczuk | 11622  |

### Wyniki Polish Czech and Slovak Open

#### Klasyfikacja całkowita
|    | Pilot               | Narodowość | Paralotnia               | T 1     | T 2     | T 3     | T 4     | T 5     | Suma punktów |
| -- | ------------------- | ---------- | ------------------------ | ------- | ------- | ------- | ------- | ------- | ------------ |
| 1  | Peter Vyparina      | SVK        | Ozone Enzo 2             | 636/937 | 953     | 978     | 985     | 848     | 3552         |
| 2  | Michał Gierlach     | POL        | Ozone Enzo 2             | 994     | 961     | 199     | 722/933 | 850     | 3527         |
| 3  | Alex Tarakanov      | RUS        | Ozone Enzo 2             | 257     | 957     | 991     | 930     | 630/840 | 3508         |
| 4  | Bartosz Moszczyński | POL        | Ozone Enzo 2             | 948     | 952     | 945     | 925     | 638/851 | 3483         |
| 5  | David Ohlidal       | CZE        | Ozone Enzo               | 920     | 713/922 | 925     | 975     | 842     | 3455         |
| 6  | Stanislav Klikar    | CZE        | Ozone Enzo 2             | 922     | 924     | 826     | 983     | 612/816 | 3441         |
| 7  | Petr Kostrhun       | CZE        | Gin Boomerang 10         | 910     | 979     | 806     | 955     | 588/784 | 3432         |
| 8  | Pawel Kumorek       | POL        | Niviuk Icepaek7 Pro      | 805     | 948     | 972     | 934     | 548/731 | 3402         |
| 8  | Tomasz Janikowski   | POL        | Ozone Enzo 2             | 980     | 918     | 673/870 | 368     | 831     | 3402         |
| 10 | Petra Slivova       | CZE        | GIN GLIDERS Boomerang 10 | 746     | 680/879 | 923     | 935     | 839     | 3377         |

#### Klasa Sport
|   | Pilot             | Narodowość | Paralotnia    | T 1     | T 2 | T 3     | T 4 | T 5     | Suma punktów |
| - | ----------------- | ---------- | ------------- | ------- | --- | ------- | --- | ------- | ------------ |
| 1 | Stan Radzikowski  | GBR        | Crossalps     | 852     | 897 | 760     | 879 | 575/767 | 3203         |
| 2 | Tomas Podmanik    | SVK        | OZONE Delta 2 | 582     | 879 | 599/774 | 884 | 829     | 3191         |
| 3 | Maros Kravec      | SVK        | OZONE Delta 2 | 583/754 | 523 | 898     | 874 | 768     | 3123         |
| 4 | Krzysztof Żelisko | POL        | Ozone Delta 2 | 651     | 864 | 610/788 | 843 | 762     | 3079         |
| 5 | Jacek Górski      | POL        | Gin GTO 2 L   | 775     | 880 | 583/754 | 42  | 747     | 2985         |

#### Kobiety
|   | Pilot                  | Narodowość | Paralotnia               | T1  | T2      | T3      | T4      | T5  | Suma punktów |
| - | ---------------------- | ---------- | ------------------------ | --- | ------- | ------- | ------- | --- | ------------ |
| 1 | Petra Slivova          | CZE        | GIN GLIDERS Boomerang 10 | 746 | 680/879 | 923     | 935     | 839 | 3377         |
| 2 | Klaudia Bułgakow       | POL        | Ozone Enzo2              | 802 | 932     | 604/781 | 392     | 797 | 3135         |
| 3 | Dominika Kasieczko     | POL        | Ozone Delta 2            | 676 | 401/518 | 424     | 613     | 816 | 2506         |
| 4 | Renata Kuhnova         | CZE        | Axis Venus 4             | 285 | 612     | 386/499 | 646     | 768 | 2412         |
| 5 | Ágústa Ýr Sveinsdóttir | ISL        | Ozone Rush4              | 38  | 415     | 648     | 239/309 | 708 | 2010         |

## 2014, XXI Paralotniowe Mistrzostwa Polski
```
miejsce:     Tolmin, Słowenia i Szczyrk, Polska
organizator: Polskie Stowarzyszenie Paralotniowe
dyrektor:    Karolina Kocięcka
```

Po raz pierwszy rozegrano Mistrzostwa Polski składające się z dwóch edycji:
- "Polish and Lithuanian Paraglidnig Open 2014" połączonej z Mistrzostwami Litwy w Tolminie w Słowenii gdzie rozegrano 4 konkurencje o długościach: 86.9 km, 85.5 km, 87.8 km i 78.6 km. Startowało 137 pilotów z czego 74 z Polski
- Edycji finałowej w Beskidach w czasie której rozegrano dwie konkurencje o długościach: 33.6 km i 62.9 km.

### Wyniki Mistrzostw Polski

#### Klasa serial
1. Marek Robel (Niviuk Icepeak 7 Pro)
2. Paweł Kumorek (Niviuk Icepeak 6)
3. Mariusz Wiśniowski (Ozone Enzo)
4. Przemek Licznerski (Dudek Coden)
5. Wojciech Maliszewski (Dudek Coden)

#### Klasa Sport
1. Jacek Górski (Ozone Delta 2)
2. Piotr Pawłowski (Ozone Delta 2)
3. Artur Łosik (Triple Seven Queen)
4. Grzegorz Fiema (Sol Synergy 5)
5. Kuba Sto (Triple Seven Queen)

#### Klasyfikacja kobieca
1. Klaudia Bułgakow (Niviuk Icpeak 7 Pro)
2. Dominika Kasieczko (Ozone Delta 2)
3. Agnieszka Dobrzańska (Sol Synergy 5)

#### Klasyfikacja drużynowa
1. UFO I Team
2. D-Tonacja
3. PSP Żywiec Team

## 2013, Polish Paragliding Championships, XX Paralotniowe Mistrzostwa Polski
```
 miejsce:     Pieve di Alpago, Włochy
 organizator: Polskie Stowarzyszenie Paralotniowe
 dyrektor:    Karolina Kocięcka
```

Zawody rozegrano w dniach 14-21 września po nieudanej próbie rozegrania ich w Szczyrku i we Włoszech na wiosnę (z powodu pogody). Startowało 58 pilotek i pilotów, rozegrano 3 konkurencje typu 'Race to goal' o długościach: 40, 48 i 38 km.

### Wyniki Open
1. Robert Bernat      GER (Niviuk Icepak 6)
2. Mariusz Wisniowski POL (Ozone Enzo)
3. Paweł Kumorek      POL (Niviuk Icepeak 6)
4. Alessio Voltan     ITA (Aircross Usport2)
5. Paweł Witkowski    POL (Niviuk Peak)

### Wyniki Mistrzostw Polski

#### Klasa Serial
1. Mariusz Wisniowski    (Ozone Enzo)
2. Paweł Kumorek         (Niviuk Icepeak 6)
3. Paweł Witkowski       (Niviuk Peak)
4. Leszek Ziółkowski     (Ozone Enzo)
5. Robert Niziołek       (Ozone Delta2)

#### Klasa Sport
1. Robert Niziołek       (Ozone Delta2)
2. Piotr Pawłowski       (Ozone Delta2)
3. Krzysztof Caputa      (Skywalk Cayenne4)
4. Kuba Sto              (777 Queen)
5. Krzysztof Ziółkowski  (SOL Synergy5)

#### Klasyfikacja kobieca
1. Klaudia Bułgakow      (Niviuk Icepeak 6)
2. Agnieszka Dobrzańska  (SOL Synergy5)

#### Klasyfikacja drużynowa
1. D-tonacja
2. Żywiec Air Team
3. Grupa 303
4. UFO team
5. Liczy się udział

## 2012, Ukrainian and Polish Open, Paralotniowe Mistrzostwa Polski 2012
```
 miejsce:     Krushevo, Macedonia
 organizator: Polskie Stowarzyszenie Paralotniowe
 dyrektor:    Karolina Kocięcka
```

Zawody rozegrano wspólnie z Mistrzostwami Ukrainy, łącznie startowało 150 pilotek i pilotów z tego w Mistrzostwach Polski sklasyfikowano 38 zawodników. Po raz pierwszy Mistrzostwa Polski rozegrano wyłącznie na paralotniach klasy serial (z certyfikatem CEN-D lub niższym) a nie w klasie otwartej (bez wymaganego certyfikatu) i była prowadzona oficjalna klasyfikacja w klasie sport (CEN-C). Część Polaków latających na skrzydłach niecertyfikowanych nie liczyła się w klasyfikacji MP.

### Wyniki Mistrzostw Polski

#### Klasyfikacja klasa Serial
1. Piotr Mieszczak (Ozone Enzo)
2. Paweł Bartoń (Ozone Enzo)
3. Rafał Łuckoś (Ozone Enzo)

#### Klasyfikacja klasa Sport
1. Krzysztof Ziółkowski (Swing Astral 7)
2. Walter Wojciechowski (Swing Astral 7)
3. Sławomir Żydek (Niviuk Artik 3)

#### Klasyfikacja kobieca
1. Klaudia Bułgakow (Niviuk Icepeak 6)
2. Agnieszka Schwenk (Sky Country Mystic 2)
3. Dominika Kasieczko (Nova Mentor 2)

#### Klasyfikacja drużynowa
1. Żywiec Air Team (Piotr Mieszczak, Paweł Faron, Krzysztof Ziółkowski, Wojciech Maliszewski, Krzysztof Caputa)
2. AirAction (Rafał Łuckoś, Sławomi Kaczyński, Walter Wojciechowski, Sławomir Żydek, Piotr Pawłowski)
3. Grupa 303 (Paweł Bartoń, Przemek Licznerski, Tomek Janiszewski, Grzegorz Misiak)

## 2011, Jelkin Hram Open 2011, Polish Championships
```
 miejsce:     Tolmin, Słowenia
 organizator: Polskie Stowarzyszenie Paralotniowe
 dyrektor:    Karolina Kocięcka
```

Startowało 97 pilotów. Rozegrano 5 konkurencji o długościach 58, 62, 50, 50 i 60 km. Jednocześnie były to Mistrzostwa Litwy.

### Wyniki klasyfikacji Open
1. Rafal Łuckoś        (POL)   Ozone Mantra R11
2. Alfredo Studer      (CHE)   Ozone Mantra R11
3. Sławomir Kaczyński  (POL)   Ozone Mantra R10
4. Grzegorz Drabik     (POL)   Ozone Mantra R11
5. Paweł Kumorek       (POL)   SOL Tracer TR2

### Wyniki Mistrzostw Polski
1. Rafal Łuckoś,         Ozone Mantra R.11
2. Sławomir Kaczyński,   OZONE MANTRA R10
3. Grzegorz Drabik,      OZONE MANTRA R11
4. Paweł Kumorek,       SOL Tracer TR2
5. Wojciech Maliszewski, DUDEK PROTO A

## 2010, Polish Paragliding Open 2010
```
 miejsce:     Levico Terme, Włochy
 organizator: Polskie Stowarzyszenie Paralotniowe
 dyrektor:    Karolina Kocięcka
```

Startowało 61 pilotów. Rozegrano 2 konkurencje. Zawody kat. 2 FAI.

### Wyniki klasyfikacji Open
1. Lucas Bernardin      (FRA)                        Ozone R10
2. Dariusz Chrobak      (POL)                        Air-Sport Notos Carbon
3. Pawel Faron          (POL)                        Swing Stratus Proto
4. Dmitry Korolev       (RUS)                        Gin Boomerang 7
5. Michał Gierlach      (POL)                        Swing Stratus Core

### Wyniki Mistrzostw Polski
1. Dariusz Chrobak      (Żywiec-Air Team)                 Air-Sport Notos Carbon
2. Pawel Faron          (Żywiec-Air Team)                 Swing Stratus Proto
3. Michał Gierlach      (Ufo Team)                        Swing Stratus Core
4. Krzysztof Ziółkowski (Żywiec-Air Team)                 SOL Tracer 2009
5. Paweł Kumorek        (CrackAirs Team)                  UP Edge

## 2009, Polish Championships, Jelkin Hram Open 2009
```
 miejsce:     Kobarid, Słowenia
 organizator: Aeroklub Polski, Društvo Adrenalin Paragliding Team
```

Startowało 80 pilotów. Rozegrano 5 konkurencji o długościach: 43, 75, 55, 60 i 81 km. Zawody kat. 2 FAI.

### Wyniki klasyfikacji Open
1. Tilen Ceglar    (SVN)                         MacPara Magus 6
2. Rafał Łuckoś    (POL)                         Gin gliders Boomerang 6
3. Michał Gierlach (POL)                         UP Edge

#### Klasyfikacja kobieca
1. Katarzyna Gruźlewska-Łosik (POL)              Axis Mercury
2. Karmen Tojnko              (SVN)              Airwave Magic 4
3. Tanika Virtovsek           (SVN)              Niviuk Peak

### Wyniki Mistrzostw Polski
1. Rafał Łuckoś          (Pro-Paragliding Team)  Gin gliders Boomerang 6
2. Michał Gierlach       (Yogi Ufo Team)         UP Edge
3. Wojciech Maliszewski  (Żywiec Team)           Ozone Mantra R07
4. Paweł Kumorek         (CrackAirs)             UP Edge
5. Sławomir Kaczyński    (Pro-Paragliding Team)  UP Edge

## 2008, Polish PG Open 2008 (27.04 – 02.05)
```
 miejsce:     Pieve di Alpago (Monte Dolada, Włochy)
 organizator: Polskie Stowarzyszenie Paralotniowe
 dyrektor:    Karolina Kocięcka
```

Rozegrano 3 konkurencje o długościach 91, 72 i 97 km. Zawody kat. 2 FAI.

### Wyniki klasyfikacji Open
1. Craig Morgan          (GBR)                                   Mac Magus
2. Krzysztof ZIÓŁKOWSKI  (POL, Żywiec Team)                      Axis Mercury
3. Rafał ŁUCKOŚ          (POL, Pro-Paragliding)                  UP Proto
4. Mikołaj Szorochow     (RUS)                                   Gin gliders Boomerang
5. Damazy RAJDA          (POL, Pro Paragliding)                  Ultima U4

### Wyniki Mistrzostw Polski
1. Krzysztof ZIÓŁKOWSKI  (POL, Żywiec Team)                      Axis Mercury
2. Rafał ŁUCKOŚ          (POL, Pro-Paragliding)                  UP Proto
3. Damazy RAJDA          (POL, Pro Paragliding)                  Ultima U4
4. Wojciech MALISZEWSKI  (POL, Żywiec Team)                      Ozone Mantra R07
5. Paweł FARON           (POL, Żywiec Team)                      Dudek Atak

## 2007
Zawody nie odbyły się – organizator się wycofał.

## 2006, Polish Paragliding Open 2006
```
 miejsce: Pieve di Alpago (Monte Dolada, Italia)
```

Zawody zorganizowali Robert Zbela i Polskie Stowarzyszenie Paralotniowe. Uczestniczyło 115 pilotów, 27 drużyn, rozegrano 4 konkurencje o długościach: 56, 51, 77 i 94 km. Zawody FAI kat. 2. Wyniki klasyfikacji Mistrzostw Polski budziły kontrowersje, ponieważ sklasyfikowano w nich zawodników startujących z niemiecką (R.Bernat, E.Wiśnierska-Cieślewicz) i grecką (S.Matras) licencją sportową FAI.

### Wyniki klasyfikacji Open
1. Robert BERNAT                  (DEU, Pro-Paragliding FR)          Ultima U3
2. Paweł FARON                     (POL, Żywiec Team)                    Mac Magus
3. Ewa Wiśnierska-Cieślewicz (DEU, Pro-Paragliding FR)           Advance Omega
4. Rafał ŁUCKOŚ                    (POL, Pro-Paragliding FR)          UP Targa Proto
5. Wojciech MALISZEWSKI     (POL,       )                                   Axis Mercury

### Wyniki Mistrzostw Polski
1. Paweł FARON                   (POL, Żywiec Team)                  Mac Magus
2. Rafał ŁUCKOŚ                  (POL, Pro-Paragliding)              UP Targa Proto
3. Wojciech MALISZEWSKI   (POL, Żywiec Team)                  Axis Mercury

## 2005, Polish Paragliding Open 2005
```
 miejsce: Pieve di Alpago (Monte Dolada, Italia)
```

Zawody zorganizowane przez Roberta Zbelę. Startowało 73 pilotów z 6 krajów (i 14 teamów). Rozegrano pięć konkurencji o długościach 99, 90, 102, 130 i 52 km. Zawody FAI Kat. 2.

### Wyniki
1. Wojciech MALISZEWSKI                                          Axis Mercury
2. Robert BERNAT                                                 UP Targa
3. Marcin TOBISZEWSKI                                            Gradient Avax Rsf
4. Krzysztof ZIÓŁKOWSKI                                          Gradient Avax Rse
5. Damazy RAJDA                                                  Gin Gliders Boomerang

## 2004, Polish Open / LOOP Cup 2004
```
 miejsce: Pieve di Alpago (Monte Dolada, Włochy)
```

Zawody zorganizowane przez Roberta Zbelę i Jakuba Klawitera (Magazyn LOOP). Rozegrano 4 kounkurencje o długościach: 94, 56, 79 i 45 km. Startowało 83 zawodników. Zawody FAI kat. 2.

### Wyniki klasyfikacji Open
1. Aliaz VALIC          (SVN)                                    Gradient Avax Rse
2. Urban VALIC          (SVN)                                    Mac Magus
3. Marcin TOBISZEWSKI   (POL, Aeroklub Warszawski)               Gradient Avax Rse
4. Krzysztof ZIÓŁKOWSKI (POL, Fly Stars)                         Gradient Avax Rse
5. Robert BERNAT        (POL, Karkonoski Klub Paralotniowy)      UP Targa

### Wyniki Mistrzostw Polski
1. Marcin TOBISZEWSKI   (Aeroklub Warszawski)                    Gradient Avax Rse
2. Krzysztof ZIÓŁKOWSKI (Fly Stars)                              Gradient Avax Rse
3. Robert BERNAT        (Karkonoski Klub Paralotniowy)           UP Targa
4. Rafał ŁUCKOŚ         (Karkonoski Klub Paralotniowy)           UP Targa
5. Wojciech MALISZEWSKI (Fly Stars)                              Axis Mercury

## 2003, Polish PG Open 2003 Loop Cup
```
 miejsce: Bassano del Grappa (Monte Grappa, Włochy)
```

Wyniki w klasyfikacji Mistrzostw Polski nieoficjalne – [Aeroklub Polski] nie przyznał zawodom statusu Mistrzostw Polski. Zawody zorganizował Robert Zbela i Jakub Klawiter (LOOP Magazyn Paralotniowy). Rozegrano cztery konkurencje o długościach 38, 96, 120 i 56 km. Startowało 71 zawodników. Zawody FAI Kat. 2.

### Wyniki w klasyfikacji Open
1. Aliaz VALIC          (SVN)                                    Gradient Avax Rs
2. Federico NAVASTRO    (ITA)                                    Gin Gliders Boomerang
3. Rafał Łuckoś         (POL)                                    UP Targa
4. Wojciech MALISZEWSKI (POL)                                    Axis Mercury
5. Roman WITKOWSKI      (POL)                                    Nova Radon

## 2002, XI Paralotniowe Mistrzostwa Polski , Żar-Borsk
```
 miejsca: Międzybrodzie Żywieckie (Żar), byłe lotnisko radzieckie w Borsku.
```

Zawody zorganizowanie przez Glide Club Gdynia (m.in. Andrzej Subocz, Kamil Antkowiak, Piotr Babiak) w dwóch częściach, pierwsza na Górze Żar w Międzybrodziu Żywieckim i druga na holu na lotnisku w Borsku (Bory Tucholskie). Rozegrano cztery ważne konkurencje (jedna na Skrzycznem i 3 na holu). Zawody FAI kat. 2.

### Wyniki
1. Marcin TOBISZEWSKI
2. Zbigniew GOTKIEWICZ
3. Jerzy KRAUS
4. Krzysztof ZIÓŁKOWSKI
5. Rafał ŁUCKOŚ

## 2001, Paralotniowe i Lotniowe Mistrzostwa Polski (30 IV – 6 V)
```
 miejsce: Częstochowa (Lotnisko Aeroklubu Częstochowskiego w Rudnikach)
```

Zawody rozegrane ze startami na holu przez Januarda 'Jarego' Wojtaka ze szkoły paralotniowej Jaga Sport. Startowało 21 paralotniarzy, odbyły się 4 konkurencje. W tym samym miejscu i czasie odbywały się mistrzostwa lotniowe.

### Wyniki
1. Krzysztof ZIÓŁKOWSKI (Aeroklub Częstochowski, World of Pubs)  Nova Argon
2. Wojciech MALISZEWSKI                                          Dudek Lux 27
3. Marcin TOBISZEWSKI   (Aeroklub Warszawski, Jaga Sport)        Gradient Avax RX
4. Andrzej BEREZIŃSKI   (Aeroklub Częstochowski, Jaga Sport)     Gin Glider Bonanza
5. Witold WOJCIECHOWSKI (AZS Politechniki Wrocławskiej)           Advance Omega 3

## 2000, Paralotniowe Mistrzostwa Polski 2000
Miejsce: Międzybrodzie Żywieckie (Szkoła Szybowcowa na górze Żar)
Zawody zorganizowane przez Jerzego 'Japończyka' Krausa ze szkoły paralotniowej Orzeł. Rozegrano cztery konkurencje, najdłuższy przelot 69.1 km (K.Ziółkowski), startowało 32 paralotniarzy i 8 lotniarzy. W nieoficjalnej konkurencji na celność lądowania zwyciężył sędzia główny zawodów: Jędrzej Jaxa-Rożen.

### Wyniki
1. Roman WITKOWSKI, Aeroklub Jeleniogórski (Nova Krypton)
2. Krzysztof ZIÓŁKOWSKI, Aeroklub Częstochowski (Nova Vertex)
3. Rafał PACHULSKI, Aeroklub Warszawski (Gradient Saphir)

## 1999, Paralotniowe Mistrzostwa Polski 1999
```
 miejsce: Semonzo del Grappa (Monte Grappa, Włochy)
```

Zawody zorganizowane jesienią, po raz pierwszy za granicą, przez Januarda 'Jarego' Wojtaka po nieudanej próbie rozegrania ich w Częstochowie na wiosnę.

### Wyniki
1. Wojciech MALISZEWSKI

## 1998, VII Paralotniowe Mistrzostwa Polski 1998
```
 miejsce: Szczyrk (Skrzyczne)
```

### Wyniki
1. Krzysztof DUDZIŃSKI (Notos Competition)

### Wyniki drużynowe
1. Notos Team (Krzysztof Dudziński, Krzysztof Ziółkowski, Krzysztof Caputa, Filip Jagła)

## 1997, VI Paralotniowe Mistrzostwa Polski
```
miejsce:       Górska Szkoła Szybowcowa "Żar"
termin:        23-30.07.1997
organizator:   
Aeroklub Polski
```

Startowało 46 pilotów.  Mistrzostwa nierozegrane – odbyła się tylko jedna konkurencja (33 km) w stronę Skoczowa.

### Wyniki nieoficjalne
1. Grzegorz OLEJNIK (UP Escape)
2. Jędrzej JAXA-ROŻEN (Airpol PL17)

## 1996, V Paralotniowe Mistrzostwa Polski
```
miejsce:       Kowary
organizator:   
Karkonoski Klub Paralotniowy
 oraz Aeroklub Polski
```

Startowało 45 pilotów.  Mistrzostwa nierozegrane – odbyły się dwie konkurencje.

### Wyniki nieoficjalne
1. Roman WITKOWSKI  –  UP Sharp

## 1995, Żar
```
termin: 5-15 VI
```

udział wzięło 33 pilotów. Na podstawie: Przegląd Lotniczy Aviation Revue nr 5/95.
Rozegrano cztery konkurencje o długościach: 14,8 km; 17,2 km; 19,6 km; 6,0 km.

### Wyniki
1. Wojciech CHYLA       – UP KENDO
2. Bronisław Korzec     – na skrzydle własnej konstrukcji PROMYK
3. Krzysztof Dudziński  – Afro
4. Robert Bernat        – UP Kendo
5. Piotr Dudek          – Activ Proto

## 1994, III Paralotniowe Mistrzostwa Polski
```
miejsce:       Górska Szkoła Szybowcowa "Żar"
termin:        12-19.06.1994
organizator:   
Aeroklub Polski
```

Startowało 40 pilotów. Jedna z 4 konkurencji z metą w Okrajniku miała 14,6 km.

### Wyniki
1. Grzegorz OLEJNIK          –  UP Kendo
2. Władysław VERMESSY   –  Airsport Notos
3. Krzysztof DUDZIŃSKI    –  Airsport Notos

## 1993, Szczyrk
```
termin: 22-31 VIII,
```

udział wzięło 38 pilotów.

### Wyniki
1. Krzysztof DUDZIŃSKI
2. Włodzimierz WIRSKI
3. Marek ŚNIEŻEK
4. Krzysztof Wiernicki
5. Andrzej Strusiński

## 1992, Kowary

### Wyniki
1. Piotr Dziergas